# آکسبریج بلوز
آکسبریج بلوز (انگلیسی: Oxbridge Blues) یک مجموعهٔ تلویزیونی بریتانیایی است که در سال ۱۹۸۴ از شبکهٔ بی‌بی‌سی دو پخش شد.

## بازیگران
- ایان چارلسون
- سوزان ساراندون
- بری دنن
- دیوید سوشی
- کیران مدن
- بن کینگزلی
- روزالین لاندور
- آماندا ردمن
- مایکل الفیک
- کیت فاهی
- جفری پالمر
- جوانا لاملی
- مالکوم استادِرد